# Liste der IATA-Codes/O
Diese Teilliste führt alle IATA-Flughafencodes auf, die mit „O“ beginnen, und enthält Informationen zu den bezeichneten Verkehrsknotenpunkten.
A AA AB AC AD AE AF AG AH AI AJ AK AL AM AN AO AP AQ AR AS AT AU AV AW AX AY AZ
B BA BB BC BD BE BF BG BH BI BJ BK BL BM BN BO BP BQ BR BS BT BU BV BW BX BY BZ
C CA CB CC CD CE CF CG CH CI CJ CK CL CM CN CO CP CQ CR CS CT CU CV CW CX CY CZ
D DA DB DC DD DE DF DG DH DI DJ DK DL DM DN DO DP DQ DR DS DT DU DV DW DX DY DZ
E EA EB EC ED EE EF EG EH EI EJ EK EL EM EN EO EP EQ ER ES ET EU EV EW EX EY EZ
F FA FB FC FD FE FF FG FH FI FJ FK FL FM FN FO FP FQ FR FS FT FU FV FW FX FY FZ
G GA GB GC GD GE GF GG GH GI GJ GK GL GM GN GO GP GQ GR GS GT GU GV GW GX GY GZ
H HA HB HC HD HE HF HG HH HI HJ HK HL HM HN HO HP HQ HR HS HT HU HV HW HX HY HZ
I IA IB IC ID IE IF IG IH II IJ IK IL IM IN IO IP IQ IR IS IT IU IV IW IX IY IZ
J JA JB JC JD JE JF JG JH JI JJ JK JL JM JN JO JP JQ JR JS JT JU JV JW JX JY JZ
K KA KB KC KD KE KF KG KH KI KJ KK KL KM KN KO KP KQ KR KS KT KU KV KW KX KY KZ
L LA LB LC LD LE LF LG LH LI LJ LK LL LM LN LO LP LQ LR LS LT LU LV LW LX LY LZ
M MA MB MC MD ME MF MG MH MI MJ MK ML MM MN MO MP MQ MR MS MT MU MV MW MX MY MZ
N NA NB NC ND NE NF NG NH NI NJ NK NL NM NN NO NP NQ NR NS NT NU NV NW NX NY NZ
O OA OB OC OD OE OF OG OH OI OJ OK OL OM ON OO OP OQ OR OS OT OU OV OW OX OY OZ
P PA PB PC PD PE PF PG PH PI PJ PK PL PM PN PO PP PQ PR PS PT PU PV PW PX PY PZ
Q QA QB QC QD QE QF QG QH QI QJ QK QL QM QN QO QP QQ QR QS QT QU QV QW QX QY QZ
R RA RB RC RD RE RF RG RH RI RJ RK RL RM RN RO RP RQ RR RS RT RU RV RW RX RY RZ
S SA SB SC SD SE SF SG SH SI SJ SK SL SM SN SO SP SQ SR SS ST SU SV SW SX SY SZ
T TA TB TC TD TE TF TG TH TI TJ TK TL TM TN TO TP TQ TR TS TT TU TV TW TX TY TZ
U UA UB UC UD UE UF UG UH UI UJ UK UL UM UN UO UP UQ UR US UT UU UV UW UX UY UZ
V VA VB VC VD VE VF VG VH VI VJ VK VL VM VN VO VP VQ VR VS VT VU VV VW VX VY VZ
W WA WB WC WD WE WF WG WH WI WJ WK WL WM WN WO WP WQ WR WS WT WU WV WW WX WY WZ
X XA XB XC XD XE XF XG XH XI XJ XK XL XM XN XO XP XQ XR XS XT XU XV XW XX XY XZ
Y YA YB YC YD YE YF YG YH YI YJ YK YL YM YN YO YP YQ YR YS YT YU YV YW YX YY YZ
Z ZA ZB ZC ZD ZE ZF ZG ZH ZI ZJ ZK ZL ZM ZN ZO ZP ZQ ZR ZS ZT ZU ZV ZW ZX ZY ZZ

## OA
| IATA | ICAO | Flughafen                              | Ort          | Region          | Land       |
| ---- | ---- | -------------------------------------- | ------------ | --------------- | ---------- |
| OAG  |      |                                        | Orange       | New South Wales | Australien |
| OAJ  | KOAJ | Jacksonville - Albert J. Ellis Airport | Jacksonville | North Carolina  | USA        |
| OAK  | KOAK | Oakland International Airport          | Oakland      | Kalifornien     | USA        |
| OAL  |      |                                        | Cacoal       | Rondônia        | Brasilien  |
| OAM  |      |                                        | Oamaru       |                 | Neuseeland |
| OAN  |      |                                        | Olanchito    |                 | Honduras   |
| OAR  |      | Fort Ord/Monterey (Fritzsche Field)    | Fort Ord     | Kalifornien     | USA        |
| OAX  | MMOX | Flughafen Oaxaca-Xoxocotlán            | Oaxaca       | Oaxaca          | Mexiko     |

## OB
| IATA | ICAO | Flughafen                          | Ort              | Region               | Land            |
| ---- | ---- | ---------------------------------- | ---------------- | -------------------- | --------------- |
| OBA  |      |                                    | Oban             | Queensland           | Australien      |
| OBC  | HDOB | Flugplatz Obock                    | Obock            | Obock                | Dschibuti       |
| OBD  |      |                                    | Obano            | Papua                | Indonesien      |
| OBE  |      | Okeechobee County Airport          | Okeechobee       | Florida              | USA             |
| OBF  | EDMO | Flugplatz Oberpfaffenhofen         | Oberpfaffenhofen | Bayern               | Deutschland     |
| OBI  |      |                                    | Óbidos           | Pará                 | Brasilien       |
| OBK  |      | Northbrook (Plaza Heliport)        | Northbrook       | Illinois             | USA             |
| OBL  |      | Militärflugplatz Zoersel-Oostmalle | Zoersel          | Provinz Antwerpen    | Belgien         |
| OBM  |      | Flugplatz Morobe                   | Morobe           | Morobe               | Papua-Neuguinea |
| OBN  | EGEO | Flughafen Oban                     | Oban             | Schottland           | Großbritannien  |
| OBO  | RJCB | Flughafen Obihiro                  | Obihiro          | Hokkaidō             | Japan           |
| OBS  |      |                                    | Aubenas          | Auvergne-Rhône-Alpes | Frankreich      |
| OBT  |      | Oakland (Coliseum Street)          | Oakland          | Kalifornien          | USA             |
| OBU  |      | Kobuk Airport                      | Kobuk            | Alaska               | USA             |
| OBX  | AYOB | Flugplatz Obo                      | Obo              | Western              | Papua-Neuguinea |

## OC
| IATA | ICAO | Flughafen                       | Ort         | Region             | Land      |
| ---- | ---- | ------------------------------- | ----------- | ------------------ | --------- |
| OCA  |      |                                 | Key Largo   | Florida            | USA       |
| OCC  |      | Flughafen Francisco de Orellana | Coca        | Orellana           | Ecuador   |
| OCE  |      | Ocean City Municipal Airport    | Ocean City  | Maryland           | USA       |
| OCF  | KOCF | Ocala International Airport     | Ocala       | Florida            | USA       |
| OCH  |      |                                 | Nacogdoches | Texas              | USA       |
| OCJ  |      |                                 | Ocho Rios   | Saint Ann          | Jamaika   |
| OCN  | KOKB | Oceanside Municipal Airport     | Oceanside   | Kalifornien        | USA       |
| OCV  |      |                                 | Ocaña       | Norte de Santander | Kolumbien |
| OCW  |      | Washington (Warren Field)       | Washington  | North Carolina     | USA       |

## OD
| IATA | ICAO | Flughafen               | Ort            | Region            | Land                         |
| ---- | ---- | ----------------------- | -------------- | ----------------- | ---------------------------- |
| ODA  | FEFW | Flugplatz Ouadda        | Ouadda         | Haute-Kotto       | Zentralafrikanische Republik |
| ODB  | LEBA | Flughafen Córdoba       | Córdoba        | Andalusien        | Spanien                      |
| ODD  |      |                         | Oodnadatta     | South Australia   | Australien                   |
| ODE  | EKOD | Flughafen Odense        | Odense         | Syddanmark        | Dänemark                     |
| ODH  | EGVO | RAF Odiham              | Odiham         | England           | Großbritannien               |
| ODJ  | FEGO | Flugplatz Ouanda Djallé | Ouanda Djallé  | Vakaga            | Zentralafrikanische Republik |
| ODL  |      |                         | Cordillo Downs | South Australia   | Australien                   |
| ODM  |      | Garrett County Airport  | Oakland        | Maryland          | USA                          |
| ODN  |      |                         | Long Seridan   | Sarawak           | Malaysia                     |
| ODR  |      |                         | Ord River      | Western Australia | Australien                   |
| ODS  | UKOO | Flughafen Odessa        | Odessa         | Oblast Odessa     | Ukraine                      |
| ODW  |      | Oak Harbor Air Park     | Oak Harbor     | Washington        | USA                          |
| ODX  |      | Evelyn Sharp Field      | Ord            | Nebraska          | USA                          |
| ODY  |      | Flughafen Muang Xay     | Muang Xay      | Provinz Oudomxay  | Laos                         |

## OE
| IATA | ICAO | Flughafen                   | Ort               | Region              | Land        |
| ---- | ---- | --------------------------- | ----------------- | ------------------- | ----------- |
| OEA  |      | Vincennes (O'Neal Airport)  | Vincennes         | Indiana             | USA         |
| OEC  | WPOC | Flughafen Oecusse           | Pante Macassar    | Oe-Cusse Ambeno     | Osttimor    |
| OEL  | UUOR | Yuzhny Airport              | Orjol             | Oblast Orjol        | Russland    |
| OEM  |      |                             | Paloemeu          |                     | Suriname    |
| OEO  |      | Osceola (Municipal Airport) | Osceola           | Wisconsin           | USA         |
| OER  |      |                             | Örnsköldsvik      | Västernorrlands län | Schweden    |
| OES  |      |                             | San Antonio Oeste | Río Negro           | Argentinien |

## OF
| IATA | ICAO | Flughafen               | Ort           | Region            | Land               |
| ---- | ---- | ----------------------- | ------------- | ----------------- | ------------------ |
| OFF  | KOFF | Offutt Air Force Base   | Omaha         | Nebraska          | USA                |
| OFI  | DIOF | Flugplatz Ouango Fitini | Ouango Fitini |                   | Côte d'Ivoire      |
| OFJ  | BIOF | Flugplatz Ólafsfjörður  | Ólafsfjörður  | Norðurland eystra | Island             |
| OFK  |      |                         | Norfolk       | Nebraska          | USA                |
| OFU  |      |                         | Ofu Island    |                   | Amerikanisch-Samoa |

## OG
| IATA | ICAO | Flughafen                        | Ort                 | Region               | Land            |
| ---- | ---- | -------------------------------- | ------------------- | -------------------- | --------------- |
| OGA  |      | Ogallala (Searle Field)          | Ogallala            | Nebraska             | USA             |
| OGB  |      | Orangeburg (Municipal Airport)   | Orangeburg          | South Carolina       | USA             |
| OGD  |      | Ogden-Hinckley Airport           | Ogden               | Utah                 | USA             |
| OGE  |      |                                  | Ogeranang           |                      | Papua-Neuguinea |
| OGG  | PHOG | Kahului Airport                  | Kahului             | Hawaii               | USA             |
| OGL  |      |                                  | Georgetown          | Demerara-Mahaica     | Guyana          |
| OGN  |      |                                  | Yonaguni            |                      | Japan           |
| OGO  | DIAU | Flugplatz Abengourou             | Abengourou          | Comoé                | Côte d'Ivoire   |
| OGR  | FTTB | Flugplatz Bongor                 | Bongor              | Mayo-Kebbi Est       | Tschad          |
| OGS  |      | Ogdensburg International Airport | Ogdensburg          | New York             | USA             |
| OGU  | LTCB | Flughafen Ordu-Giresun           | Ordu                | Schwarzmeerregion    | Türkei          |
| OGV  | FYNG | Flugplatz Ongava                 | Ongava Game Reserve | Kunene               | Namibia         |
| OGX  | DAUU | Flughafen Ouargla                | Ouargla             | Ouargla              | Algerien        |
| OGZ  | URMO | Flughafen Beslan                 | Wladikawkas/Beslan  | Nordossetien-Alanien | Russland        |

## OH
| IATA | ICAO | Flughafen          | Ort          | Region             | Land           |
| ---- | ---- | ------------------ | ------------ | ------------------ | -------------- |
| OHA  |      | RAF Ohakea         | Ohakea       |                    | Neuseeland     |
| OHD  | LWOH | Flughafen Ohrid    | Ohrid        | Südwesten          | Nordmazedonien |
| OHI  | FYOS | Flugplatz Oshakati | Oshakati     |                    | Namibia        |
| OHO  |      |                    | Ochotsk      | Region Chabarowsk  | Russland       |
| OHP  |      | Oban Heliport      | Oban         | Schottland         | Großbritannien |
| OHR  | EDXY |                    | Wyk auf Föhr | Schleswig-Holstein | Deutschland    |
| OHS  | OOSH | Flughafen Suhar    | Suhar        | Schamal al-Batina  | Oman           |
| OHT  |      |                    | Kohat        | Khyber Pakhtunkhwa | Pakistan       |

## OI
| IATA | ICAO | Flughafen                          | Ort                 | Region       | Land      |
| ---- | ---- | ---------------------------------- | ------------------- | ------------ | --------- |
| OIA  |      |                                    | Ourilândia do Norte | Pará         | Brasilien |
| OIC  |      | Norwich (Lt. Warren Eaton Airport) | Norwich             | New York     | USA       |
| OIL  |      | Oil City (Splane Memorial Airport) | Oil City            | Pennsylvania | USA       |
| OIM  | RJTO | Flughafen Ōshima                   | Ōshima              | Tokio        | Japan     |
| OIR  | RJEO | Flughafen Okushiri                 | Okushiri            | Hokkaidō     | Japan     |
| OIT  | RJFO | Flughafen Ōita                     | Ōita                | Kyūshū       | Japan     |

## OJ
| IATA | ICAO | Flughafen | Ort    | Region | Land |
| ---- | ---- | --------- | ------ | ------ | ---- |
| OJC  |      |           | Olathe | Kansas | USA  |

## OK
| IATA | ICAO | Flughafen                    | Ort             | Region          | Land            |
| ---- | ---- | ---------------------------- | --------------- | --------------- | --------------- |
| OKA  | ROAH | Flughafen Naha               | Naha            | Okinawa         | Japan           |
| OKB  |      |                              | Orchid Beach    | Queensland      | Australien      |
| OKC  | KOKC | Oklahoma-Will Rogers Airport | Oklahoma City   | Oklahoma        | USA             |
| OKD  |      | Sapporo (Okadama)            | Sapporo         |                 | Japan           |
| OKE  | RJKB | Flughafen Okinoerabu         | Okinoerabu-jima | Kagoshima       | Japan           |
| OKF  |      |                              | Okaukuejo       |                 | Namibia         |
| OKG  |      |                              | Okoyo           |                 | Republik Kongo  |
| OKH  |      | Cottesmore RAF Station       | Oakham          | England         | Großbritannien  |
| OKI  | RJNO | Flughafen Oki                | Oki Island      |                 | Japan           |
| OKJ  | RJOB | Flughafen Okayama            | Okayama         |                 | Japan           |
| OKK  |      | (Kokomo Municipal Airport)   | Kokomo          | Indiana         | USA             |
| OKL  | WAJO | Flughafen Oksibil            | Oksibil         | Papua           | Indonesien      |
| OKM  |      | Okmulgee Municipal Airport   | Okmulgee        | Oklahoma        | USA             |
| OKN  |      |                              | Okondja         |                 | Gabun           |
| OKO  | RJTY | Yokota Air Base              | Fussa           | Präfektur Tokio | Japan           |
| OKP  |      |                              | Oksapmin        |                 | Papua-Neuguinea |
| OKQ  |      |                              | Okaba           | Papua           | Indonesien      |
| OKR  |      |                              | Yorke Islands   | Queensland      | Australien      |
| OKS  |      | Garden County Airport        | Oshkosh         | Nebraska        | USA             |
| OKU  | FYMO | Flugplatz Mokuti-Lodge       | Mokuti Lodge    | Oshikoto        | Namibia         |
| OKY  |      |                              | Oakey           | Queensland      | Australien      |
| OKZ  |      | Kaolin Field                 | Sandersville    | Georgia         | USA             |

## OL
| IATA | ICAO | Flughafen                     | Ort           | Region          | Land            |
| ---- | ---- | ----------------------------- | ------------- | --------------- | --------------- |
| OLA  | ENOL | Flughafen Ørland              | Ørland        | Sør-Trøndelag   | Norwegen        |
| OLB  | LIEO | Olbia-Costa Smeralda          | Olbia         | Sardinien       | Italien         |
| OLD  |      | Old Town (Dewitt Field)       | Old Town      | Maine           | USA             |
| OLE  |      | Olean Municipal Airport       | Olean         | New York        | USA             |
| OLF  |      | Wolf Point (Clayton Airport)  | Wolf Point    | Montana         | USA             |
| OLH  | –    | Flugplatz Old Harbor          | Old Harbor    | Alaska          | USA             |
| OLI  | BIRF | Flugplatz Rif                 | Ólafsvík      | Vesturland      | Island          |
| OLJ  |      |                               | Olpoi         |                 | Vanuatu         |
| OLK  |      |                               | Fuerte Olimpo | Alto Paraguay   | Paraguay        |
| OLM  |      | Olympia Airport               | Olympia       | Washington      | USA             |
| OLO  |      | Flugplatz Olomouc-Neředín     | Olmütz        | Olomoucký kraj  | Tschechien      |
| OLP  |      |                               | Olympic Dam   | South Australia | Australien      |
| OLQ  |      |                               | Olsobip       |                 | Papua-Neuguinea |
| OLS  |      | Nogales International Airport | Nogales       | Arizona         | USA             |
| OLU  |      | Columbus Municipal Airport    | Columbus      | Nebraska        | USA             |
| OLV  |      | Olive Branch Airport          | Olive Branch  | Mississippi     | USA             |
| OLY  |      | Olney-Noble Airport           | Olney-Noble   | Illinois        | USA             |

## OM
| IATA | ICAO | Flughafen             | Ort            | Region             | Land                    |
| ---- | ---- | --------------------- | -------------- | ------------------ | ----------------------- |
| OMA  | KOMA | Omaha-Eppley Airfield | Omaha          | Nebraska           | USA                     |
| OMB  |      |                       | Omboué         | Ogooué-Maritime    | Gabun                   |
| OMC  |      |                       | Ormoc          | Leyte              | Philippinen             |
| OMD  | FYOG | Flughafen Oranjemund  | Oranjemund     |                    | Namibia                 |
| OME  | PAOM | Flughafen Nome        | Nome           | Alaska             | USA                     |
| OMF  | OJMF | King Hussein Air Base | Mafraq         | al-Mafraq          | Jordanien               |
| OMG  |      |                       | Omega          |                    | Namibia                 |
| OMH  |      |                       | Urmia          | West-Aserbaidschan | Iran                    |
| OMI  |      |                       | Omidiyeh       | Chuzestan          | Iran                    |
| OMJ  |      |                       | Omura          | Präfektur Nagasaki | Japan                   |
| OMK  |      | Omak Airport          | Omak           | Washington         | USA                     |
| OML  |      |                       | Omkalai        |                    | Papua-Neuguinea         |
| OMN  |      |                       | Osmanabad      | Maharashtra        | Indien                  |
| OMO  | LQMO | Flughafen Mostar      | Mostar         |                    | Bosnien und Herzegowina |
| OMR  | LROD | Flughafen Oradea      | Oradea         |                    | Rumänien                |
| OMS  | UNOO | Flughafen Omsk        | Omsk           | Oblast Omsk        | Russland                |
| OMY  |      |                       | Oddor Meanchey |                    | Kambodscha              |

## ON
| IATA | ICAO | Flughafen                     | Ort               | Region            | Land            |
| ---- | ---- | ----------------------------- | ----------------- | ----------------- | --------------- |
| ONA  |      | Winona (Max Conrad Field)     | Winona            | Minnesota         | USA             |
| ONB  |      |                               | Ononge            |                   | Papua-Neuguinea |
| OND  | FYOA | Flughafen Ondangwa            | Ondangwa          |                   | Namibia         |
| ONG  |      |                               | Mornington Island | Queensland        | Australien      |
| ONH  |      | Oneonta Municipal Airport     | Oneonta           | New York          | USA             |
| ONI  |      |                               | Moanamani         | Papua             | Indonesien      |
| ONJ  |      | Odate Noshira Airport         | Kitaakita         | Präfektur Akita   | Japan           |
| ONL  |      | O’Neill-John L. Baker Field   | O’Neill           | Nebraska          | USA             |
| ONM  |      | Socorro Municipal Airport     | Socorro           | New Mexico        | USA             |
| ONO  |      | Ontario Municipal Airport     | Ontario           | Oregon            | USA             |
| ONP  |      | Newport Municipal Airport     | Newport           | Oregon            | USA             |
| ONQ  | LTAS | Flughafen Zonguldak           | Zonguldak         | Provinz Zonguldak | Türkei          |
| ONR  |      |                               | Monkira           | Queensland        | Australien      |
| ONS  |      |                               | Onslow            | Western Australia | Australien      |
| ONT  | KONT | Flughafen Los Angeles-Ontario | Ontario           | Kalifornien       | USA             |
| ONU  |      |                               | Ono-i-Lau         |                   | Fidschi         |
| ONX  |      |                               | Colon             |                   | Panama          |
| ONY  |      | Olney Municipal Airport       | Olney             | Texas             | USA             |

## OO
| IATA | ICAO | Flughafen                       | Ort                       | Region            | Land       |
| ---- | ---- | ------------------------------- | ------------------------- | ----------------- | ---------- |
| OOA  | KOOA | Oskaloosa Municipal Airport     | Oskaloosa                 | Iowa              | USA        |
| OOD  | YKDD | Flugplatz Gudai-Darri-Mine      | Gudai-Darri-Mine          | Western Australia | Australien |
| OOK  | PAOO | Flughafen Toksook Bay           | Toksook Bay               | Alaska            | USA        |
| OOL  | YBCG | Gold Coast Airport              | Gold Coast                | Queensland        | Australien |
| OOM  | YCOM | Cooma - Snowy Mountains Airport | Cooma                     | New South Wales   | Australien |
| OOR  | YMOO | Flugplatz Mooraberree           | Mooraberree, Barcoo Shire | Queensland        | Australien |
| OOT  | NGON | Flugplatz Onotoa                | Onotoa                    | Gilbertinseln     | Kiribati   |

## OP
| IATA | ICAO | Flughafen                   | Ort       | Region             | Land            |
| ---- | ---- | --------------------------- | --------- | ------------------ | --------------- |
| OPA  | BIKP | Flugplatz Kópasker          | Kópasker  | Norðurland eystra  | Island          |
| OPB  | AYOY | Flugplatz Open Bay          | Open Bay  | East New Britain   | Papua-Neuguinea |
| OPF  | KOPF | Opa-locka Executive Airport | Miami     | Florida            | USA             |
| OPI  | YOEN | Flugplatz Oenpelli          | Oenpelli  | Northern Territory | Australien      |
| OPL  | KOPL | St. Landry Parish Airport   | Opelousas | Louisiana          | USA             |
| OPO  | LPPR | Flughafen Porto             | Porto     | Norte              | Portugal        |
| OPS  | SBSI | Flughafen Sinop             | Sinop     | Mato Grosso        | Brasilien       |
| OPU  | AYBM | Flughafen Balimo            | Balimo    | Western            | Papua-Neuguinea |
| OPW  | FYOP | Flugplatz Opuwo             | Opuwo     | Kunene             | Namibia         |

## OQ
| IATA                                             | ICAO | Flughafen | Ort | Region | Land |
| ------------------------------------------------ | ---- | --------- | --- | ------ | ---- |
| Es gibt keine IATA-Codes, die mit „OQ“ beginnen. |      |           |     |        |      |

## OR
| IATA | ICAO | Flughafen                    | Ort              | Region              | Land            |
| ---- | ---- | ---------------------------- | ---------------- | ------------------- | --------------- |
| ORA  |      |                              | Orán             | Salta               | Argentinien     |
| ORB  |      |                              | Örebro           | Örebro län          | Schweden        |
| ORC  |      |                              | Orocué           | Casanare            | Kolumbien       |
| ORD  | KORD | O’Hare International Airport | Chicago          | Illinois            | USA             |
| ORE  |      | Orange Municipal Airport     | Orléans          | Centre-Val de Loire | Frankreich      |
| ORF  | KORF | Flughafen Norfolk            | Norfolk          | Virginia            | USA             |
| ORG  | SMZO | Flugplatz Zorg en Hoop       | Paramaribo       |                     | Suriname        |
| ORH  |      | Worcester Municipal Airport  | Worcester        | Massachusetts       | USA             |
| ORI  |      | Port Lions Airport           | Port Lions       | Alaska              | USA             |
| ORJ  |      |                              | Orinduik         |                     | Guyana          |
| ORK  | EICK | Flughafen Cork               | Cork             | Munster             | Republik Irland |
| ORL  |      | Orlando Executive Airport    | Orlando          | Florida             | USA             |
| ORM  |      |                              | Northampton      | England             | Großbritannien  |
| ORN  | DAOO | Flughafen Oran Es Sénia      | Oran             |                     | Algerien        |
| ORO  |      |                              | Yoro             | Yoro                | Honduras        |
| ORP  |      |                              | Orapa            |                     | Botswana        |
| ORQ  |      |                              | Norwalk          | Connecticut         | USA             |
| ORR  |      |                              | Yorketown        | South Australia     | Australien      |
| ORS  |      |                              | Orpheus          | Queensland          | Australien      |
| ORT  |      | Northway Airport             | Northway         | Alaska              | USA             |
| ORU  | SLOR | Flughafen Oruro              | Oruro            | Oruro               | Bolivien        |
| ORV  |      | Noorvik (Robert Curtis)      | Noorvik          | Alaska              | USA             |
| ORW  |      |                              | Ormara           | Belutschistan       | Pakistan        |
| ORX  |      |                              | Oriximina        | Pará                | Brasilien       |
| ORY  | LFPO | Flughafen Paris-Orly         | Paris            |                     | Frankreich      |
| ORZ  |      |                              | Orange Walk Town | Orange Walk         | Belize          |

## OS
| IATA | ICAO | Flughafen                           | Ort              | Region                         | Land            |
| ---- | ---- | ----------------------------------- | ---------------- | ------------------------------ | --------------- |
| OSA  | –    | Metropolitan Area für KIX, ITM, UKB | Osaka            | Kinki                          | Japan           |
| OSB  | –    | Grand Glaize Airport                | Osage Beach      | Missouri                       | USA             |
| OSC  | KOSC | Flughafen Oscoda–Wurtsmith          | Oscoda           | Michigan                       | USA             |
| OSD  | ESNZ | Flughafen Åre Östersund             | Östersund        | Jämtlands län                  | Schweden        |
| OSE  | –    | Flugplatz Omora                     | Omora            | Morobe Province                | Papua-Neuguinea |
| OSF  | UUMO | Flughafen Moskau-Ostafjewo          | Podolsk          | Moskau                         | Russland        |
| OSG  | –    | Flugplatz Ossima                    | Ossima           | Sandaun Province               | Papua-Neuguinea |
| OSH  | KOSH | Wittman Regional Airport            | Oshkosh          | Wisconsin                      | USA             |
| OSI  | LDOS | Flughafen Osijek/Klisa              | Osijek           | Osijek-Baranja                 | Kroatien        |
| OSJ  | –    | Flugplatz Ol Seki                   | Ol Seki Lodge    | Masai-Mara-Schutzgebiet, Narok | Kenia           |
| OSK  | ESMO | Flugplatz Oskarshamn                | Oskarshamn       | Kalmar län                     | Schweden        |
| OSL  | ENGM | Flughafen Oslo-Gardermoen           | Oslo             | Akershus                       | Norwegen        |
| OSM  | ORBM | Flughafen Mossul                    | Mossul           | Ninawa                         | Irak            |
| OSN  | RKSO | Osan Air Base                       | Osan             | Gyeonggi-do                    | Südkorea        |
| OSO  | YOSB | Osborne Mine Airport                | Osborne Mine     | Queensland                     | Australien      |
| OSR  | LKMT | Flughafen Ostrava                   | Ostrava          | Moravskoslezský                | Tschechien      |
| OSS  | UAFO | Flughafen Osch                      | Osch             | –                              | Kirgisistan     |
| OST  | EBOS | Flughafen Ostende-Brügge            | Ostende / Brügge | Westflandern                   | Belgien         |
| OSU  | KOSU | Ohio State University Airport       | Columbus         | Ohio                           | USA             |
| OSW  | UWOR | Flughafen Orsk                      | Orsk             | Orenburg                       | Russland        |
| OSX  | KOSX | Kosciusko-Attala County Airport     | Kosciusko        | Mississippi                    | USA             |
| OSY  | ENNM | Flughafen Namsos                    | Namsos           | Trøndelag                      | Norwegen        |
| OSZ  | EPKZ | Flughafen Koszalin                  | Koszalin         | Westpommern                    | Polen           |

## OT
| IATA | ICAO | Flughafen                     | Ort         | Region       | Land            |
| ---- | ---- | ----------------------------- | ----------- | ------------ | --------------- |
| OTA  |      |                               | Kota        |              | Äthiopien       |
| OTC  | FTTL | Flugplatz Bol                 | Bol         |              | Tschad          |
| OTD  |      |                               | Contadora   |              | Panama          |
| OTG  |      | Worthington Municipal Airport | Worthington | Minnesota    | USA             |
| OTH  |      | North Bend Municipal Airport  | North Bend  | Oregon       | USA             |
| OTI  |      |                               | Morotai     | Maluku Utara | Indonesien      |
| OTJ  | FYOW | Flugplatz Otjiwarongo         | Otjiwarongo | Otjozondjupa | Namibia         |
| OTL  | GQNB | Flugplatz Boutilimit          | Boutilimit  | Trarza       | Mauretanien     |
| OTM  |      | Ottumwa Regional Airport      | Ottumwa     | Iowa         | USA             |
| OTN  |      | Green Airport                 | Oaktown     | Indiana      | USA             |
| OTO  |      |                               | Otto        | New Mexico   | USA             |
| OTP  | LROP | Bukarest (Otopeni)            | Bukarest    |              | Rumänien        |
| OTR  |      |                               | Coto 47     |              | Costa Rica      |
| OTS  |      | Anacortes Airport             | Anacortes   | Washington   | USA             |
| OTU  |      | Otú Airport                   | Otú         | Antioquia    | Kolumbien       |
| OTY  |      |                               | Oria        |              | Papua-Neuguinea |
| OTZ  |      | Kotzebue-Ralph Wien           | Kotzebue    | Alaska       | USA             |

## OU
| IATA | ICAO | Flughafen              | Ort            | Region          | Land           |
| ---- | ---- | ---------------------- | -------------- | --------------- | -------------- |
| OUA  | DFFD | Flughafen Ouagadougou  | Ouagadougou    | Centre          | Burkina Faso   |
| OUD  | GMFO | Flughafen Oujda-Angads | Oujda          | Oriental        | Marokko        |
| OUE  |      |                        | Ouésso         | Sangha          | Republik Kongo |
| OUG  |      |                        | Ouahigouya     | Nord            | Burkina Faso   |
| OUH  |      |                        | Oudtshoorn     | Westkap         | Südafrika      |
| OUI  | VLHS | Flughafen Ban Houayxay | Ban Houayxay   | Bokeo           | Laos           |
| OUK  |      |                        | Outer Skerries | Shetland        | Großbritannien |
| OUL  | FOU  | Flughafen Oulu         | Oulu           | Nordösterbotten | Finnland       |
| OUM  |      | Flugplatz Oum Hadjer   | Oum Hadjer     | Batha           | Tschad         |
| OUN  |      | Westheimer Airport     | Norman         | Oklahoma        | USA            |
| OUR  |      |                        | Batouri        | Est             | Kamerun        |
| OUS  |      |                        | Ourinhos       | São Paulo       | Brasilien      |
| OUT  | FTTS | Flugplatz Bousso       | Bousso         | Chari-Baguirmi  | Tschad         |
| OUU  |      |                        | Ouanga         |                 | Gabun          |
| OUZ  | GQPZ | Flughafen Zouérat      | Zouérat        | Tiris Zemmour   | Mauretanien    |

## OV
| IATA | ICAO | Flughafen                          | Ort         | Region                                       | Land        |
| ---- | ---- | ---------------------------------- | ----------- | -------------------------------------------- | ----------- |
| OVA  |      |                                    | Bekily      |                                              | Madagaskar  |
| OVB  | UNNT | Flughafen Nowosibirsk-Tolmatschowo | Nowosibirsk | Nowosibirsk                                  | Russland    |
| OVD  | LEAS | Flughafen Asturias                 | Oviedo      | Asturien                                     | Spanien     |
| OVE  |      | Oroville Municipal Airport         | Oroville    | Kalifornien                                  | USA         |
| OVG  |      |                                    | Overberg    | Westkap                                      | Südafrika   |
| OVL  |      |                                    | Ovalle      | Región de Coquimbo                           | Chile       |
| OVR  | SAZF | Olavarría Airport                  | Olavarría   | Provinz Buenos Aires                         | Argentinien |
| OVS  | USHS | Sovetsky Airport                   | Sowetski    | Autonomer Kreis der Chanten und Mansen/Jugra | Russland    |

## OW
| IATA | ICAO | Flughafen                        | Ort          | Region        | Land  |
| ---- | ---- | -------------------------------- | ------------ | ------------- | ----- |
| OWA  |      | Owatonna Municipal Airport       | Owatonna     | Minnesota     | USA   |
| OWB  |      | Owensboro-Daviess County Airport | Owensboro    | Kentucky      | USA   |
| OWD  |      | Norwood Memorial Airport         | Norwood      | Massachusetts | USA   |
| OWE  |      |                                  | Owendo       |               | Gabun |
| OWK  |      | Central Maine                    | Norridgewock | Maine         | USA   |

## OX
| IATA | ICAO | Flughafen                              | Ort           | Region      | Land           |
| ---- | ---- | -------------------------------------- | ------------- | ----------- | -------------- |
| OXB  | GGOV | Flughafen Osvaldo Vieira International | Bissau        | Biombo      | Guinea-Bissau  |
| OXC  | KOXC | Waterbury-Oxford Airport               | Oxford        | Connecticut | USA            |
| OXD  | KOXD | Miami University Airport               | Oxford        | Ohio        | USA            |
| OXF  | EGTK | London Oxford Airport                  | Oxford        | England     | Großbritannien |
| OXO  | –    | Orientos Airport                       | Orientos      | Queensland  | Australien     |
| OXR  | KOXR | Oxnard Airport                         | Oxnard        | Kalifornien | USA            |
| OXY  | YMNY | Morney Airport                         | Morney Plains | Queensland  | Australien     |

## OY
| IATA | ICAO | Flughafen    | Ort                   | Region               | Land                |
| ---- | ---- | ------------ | --------------------- | -------------------- | ------------------- |
| OYA  |      |              | Goya                  | Corrientes           | Argentinien         |
| OYE  |      |              | Oyem                  | Woleu-Ntem           | Gabun               |
| OYG  |      |              | Moyo                  |                      | Uganda              |
| OYK  |      |              | Oiapoque              | Amapá                | Brasilien           |
| OYL  |      |              | Moyale                |                      | Kenia               |
| OYN  |      |              | Ouyen                 | Victoria             | Australien          |
| OYO  | SAZH | Tres Arroyos | Tres Arroyos          | Provinz Buenos Aires | Argentinien         |
| OYP  |      |              | St. Georges Oyapock   |                      | Französisch-Guayana |
| OYS  |      |              | Yosemite-Nationalpark | Kalifornien          | USA                 |

## OZ
| IATA | ICAO | Flughafen                | Ort                  | Region                | Land        |
| ---- | ---- | ------------------------ | -------------------- | --------------------- | ----------- |
| OZA  |      | Ozona Municipal Airport  | Ozona                | Texas                 | USA         |
| OZC  |      |                          | Ozamis City          | Misamis Occidental    | Philippinen |
| OZH  | UKDE | Flughafen Saporischschja | Saporischschja       | Oblast Saporischschja | Ukraine     |
| OZI  |      |                          | Bobadilla            | La Rioja              | Spanien     |
| OZP  | LEMO | Militärflugplatz Morón   | Morón de la Frontera | Provinz Sevilla       | Spanien     |
| OZR  |      | Cairns AAF               | Fort Rucker          | Alabama               | USA         |
| OZU  |      |                          | Montilla             | Provinz Córdoba       | Spanien     |
| OZZ  | GMMZ | Flughafen Ouarzazate     | Ouarzazate           |                       | Marokko     |